# Indorupex albivenulosa
Indorupex albivenulosa är en insektsart som beskrevs av Ronald Gordon Fennah 1965. Indorupex albivenulosa ingår i släktet Indorupex och familjen vedstritar. Inga underarter finns listade i Catalogue of Life.